# La Chapelle-Vendômoise

La Chapelle-Vendômoise este o comună în departamentul Loir-et-Cher, Franța. În 1 ianuarie 2022 avea o populație de 797 de locuitori.